# Élection présidentielle somalilandaise de 1997
L'élection présidentielle somalilandaise de 1997 a lieu le 23 février 1997 au Somaliland. Le scrutin a lieu au scrutin indirect par le biais d'un collège électoral composé des membres de la conférence nationale des communautés.
Le président sortant Mohamed Ibrahim Egal est réélu avec 223 voix sur 315 pour un mandat de cinq ans. Il meurt dans l'exercice de ses fonctions le 3 mai 2002. Son vice président Dahir Riyale Kahin le remplace jusqu'à la tenue d'une nouvelle élection en 2003,.

## Résultats
|       | Mohamed Ibrahim Egal | Indépendant | 223 | 70,79 |  |  |
|       | Suleiman Gaal        | Indépendant | 90  | 28,57 |  |  |
|       | Mohamed Hashi        | Indépendant | 2   | 0,64  |  |  |
|       |                      |             |     |       |  |  |
| Total | Total                | Total       | 315 | 100   |  |  |